# Abukir
Abu Qir (arabă أبو قير), Aboukir sau Abukir este o localitate în Egipt, la 23 km NE de Alexandria, pe coasta Mării Mediterane.

## Etimologie
Numele orașului, în traducere „Părintele Chir”, provine de la cel al Sfântului Chir, medic fără plată din secolul al III-lea.

## Istoric
În Golful Abukir, din dreptul gurii de vărsare a Nilului de la Rosetta, a avut loc bătălia navală de la Abukir la 1 august 1798 în care flota franceză a fost nimicită de flota engleză comandată de amiralul Horatio Nelson. Tot aici, la 24 - 25 iulie 1799 a avut loc a două bătălie de la Abukir, în care Napoleon Bonaparte a zdrobit armata otomană, adusă pe mare de escadra engleză, comandată de Horatio Nelson.
După bătălie Napoleon a cedat comanda generalului J.B. Kleber și a plecat în Franța.
În 1801 armata franceză din Egipt a fost înfrântă de cea engleză lângă Abukir.